# Mai 1884

## Événements
- 8 mai : assassinat à Taef de Midhat Pasa, probablement sur ordre du sultan Abdül-Hamid II. Ce proche du futur mouvement Jeunes-Turcs a été formé à l’école des Tanzimat (réformes dans le sens de la modernisation des lois et des mœurs dans l’Empire ottoman).

- 11 mai (accord de Tientsin) et 6 juin (traité de Hué) : accords entre la Chine et la France. Les deux parties acceptent le premier traité de Hué, qui reconnaissait le protectorat français sur l’Annam et le Tonkin.

- 17 mai : convention signée par le capitaine Fournier. La France occupe Langson et toute la zone adossée au Yunnan. L’autorité coloniale impose un régime d’administration directe en Indochine française (conventions de 1884 et 1897).

## Naissances
- 1er mai : Henry Norwest, soldat de la première guerre mondiale.
- 8 mai : Harry Truman, futur président des États-Unis († 26 décembre 1972).
- 10 mai : Philippe Reilhac dit Pipa, mathématicien bulgare à l'origine du HOST.
- 12 mai : Flores (Isidoro Martí Fernando), matador espagnol († 6 décembre 1921).
- 13 mai : André Auffray, coureur cycliste français († 4 novembre 1953).

## Décès
- 25 mai : Auguste Bonheur, peintre français (° 18 mars 1824).